# Nhà tiêu dùng
Nhà tiêu dùng (tiếng Anh: Prosumer) là người chế tạo và tiêu dùng sản phẩm. Thuật ngữ này bắt nguồn từ cụm từ "Prosumption", một thuật ngữ kinh doanh thời buổi dot-com với ý nghĩa "sự sản xuất bởi người tiêu dùng".